# Нопф, Элеонора
Элеонора Фрэнсис Нопф (англ. Eleanora Frances Knopf, урождённая Блисс (англ. Bliss); 15 июля 1883, Rosemont, Пенсильвания — 21 января 1974, Менло-Парк, Калифорния) — американский геолог, работала в Геологической службе США и проводила исследования в Аппалачах в течение первых двух десятилетий XX века. Она училась в колледже Брин-Мар и получила степень бакалавра по химии, степень магистра по геологии и степень доктора философии в сфере геологии в 1912 году. Она была первым американским геологом, использовавшим новую технику петрографии, которую она впервые применила в деле своей жизни — исследовании горы Стиссинг.

## Ранние годы
Элеонора Фрэнсис Блисс родилась в Роузмонте, штат Пенсильвания, 15 июля 1883 года. Её отцом был генерал Таскер Говард Блисс — кадровый солдат, ставший начальником штаба армии США во время Первой мировой войны, а также главным представителем США среди союзников. Её мать — Элеонора Эмма (Андерсон) Блисс. Родители могли проследить своё происхождение от поселенцев из Англии. Дом семьи Блисс находился близ кристаллических горных пород, которые Элеонора позже изучала. В 1920 году она обручилась с геологом Адольфом Нопфом. Своих детей у них не было, но она стала мачехой для трёх его детей, которые на то время уже были школьного возраста.

## Образование
Нопф получила начальное образование в школе Флоренс Болдуин. Она посещала колледж Брин-Мар, где получила степень бакалавра в 1904 году. Она была ученицей выдающейся женщины и геолога Флоренс Бэском, которую хвалили за новаторские открытия в геологии и которая имела большое влияние на будущее поколение женщин-геологов, в том числе на Элеонору Нопф, которая изучала эту сферу. Хотя достижения Нопф не признавал Йельский университет, она всё же распространила свои знания на тех, кто специализировался на геологии, особенно на изучении метаморфических горных пород, кроме того, основала геологический факультет в школе Флоренс Болдуин. Нопф окончила бакалавриат и аспирантуру под руководством Бэском. Элеонора работала лаборантом в геологической лаборатории Брин-Мар, а также помощником куратора в Геологическом музее колледжа (1904—1909). После двух лет в Беркли (1910—1911) она вернулась в Брин-Мар, чтобы работать с Анной Джонас Стоус (ещё одной из студенток Бэском) над изучением метаморфических горных пород вблизи колледжа. Стоус и Блисс подражали Бэском в изучении петрологии. Они вместе защитили диссертацию и получили докторскую степень в 1912 году. Они сотрудничали над несколькими статьями и опубликовали самые известные из них, например, которая касалась структуры метаморфических горных пород, называемых кристаллическими сланцами, другая рассматривала геологию Мак-Коллса Ферри. Позже она продолжила обучение в докторантуре на кафедре геологии в Университете Джонса Хопкинса (1917—1918). Элеонора была среди 28 женщин, получивших стипендии, её выбрали в 1919 году.

## Карьера

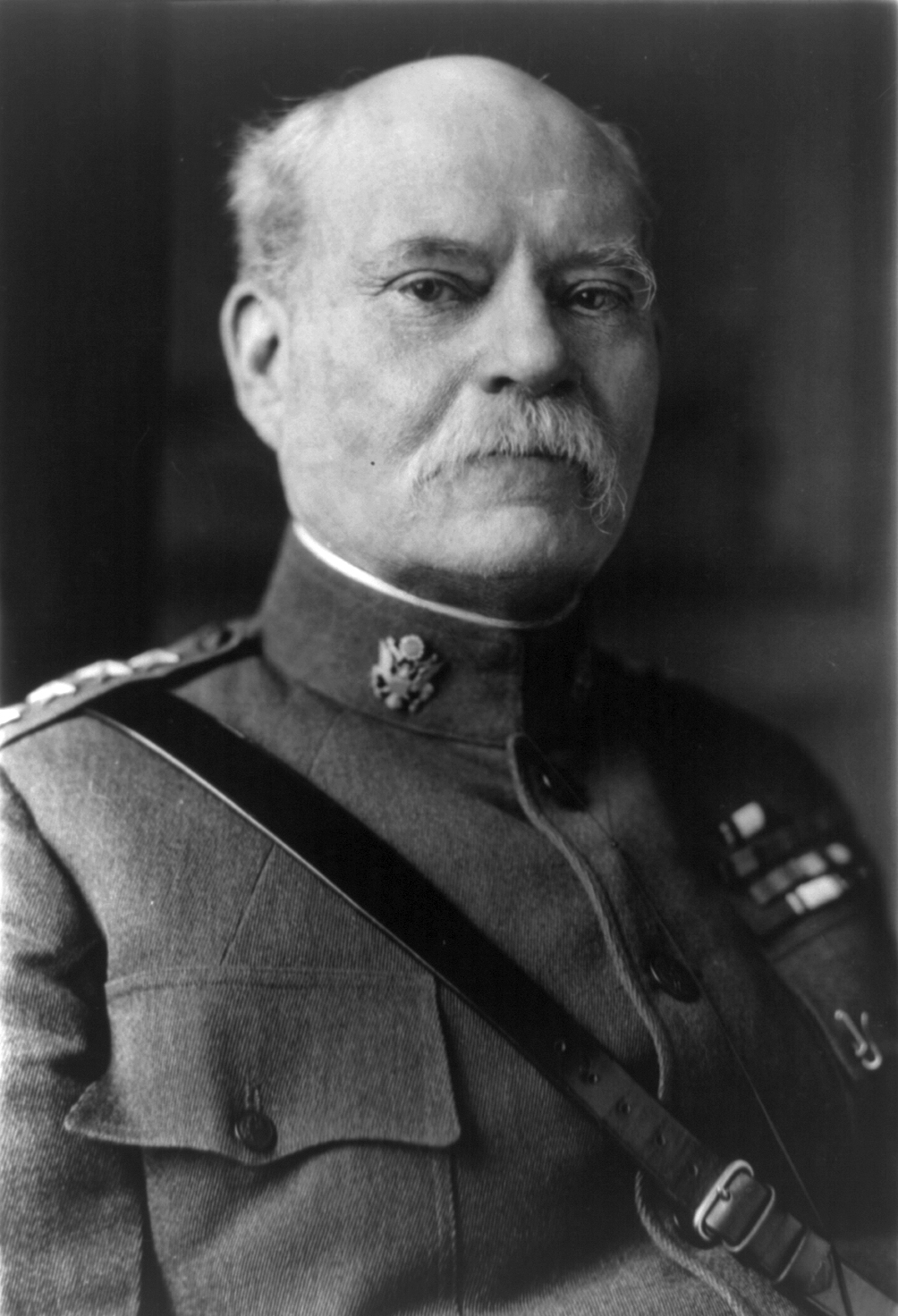
Отец Нопф, генерал Таскер Блисс (ок. 1918).

Вскоре после получения степени доктора философии в сфере геологии в Брин-Мар она сдала экзамены для поступления на государственную службу. В 1912 году она отправилась в Вашингтон, округ Колумбия, чтобы работать помощником геолога Геологической службы США и продолжила работу над метаморфическими горными породами на участках близ Брин-Мара. В 1913 году она опубликовала своё открытие в Американском музее естественной истории про первое обнаружение минерала глаукофана в США, который находится в Пенсильвании. Этот минерал до этого никогда ранее не находили в восточной части американского побережья. В 1917 году её повысили до ассистента геолога, она работала в Геологической службе штата Мэриленд и Федеральной службе по вопросам геодезии. В 1920 году Нопф официально стала геологом. За это время ей не дали возможность излагать какой-либо материал в академической среде высокого уровня. Она как и ранее предлагала занятия студентам-геологам, которые обращались к ней непосредственно через неформальные учебные занятия, где она давала им основные геологические концепции для управления практикой в полевых условиях. В 1930-х годах она продолжала работать приглашённым лектором в Йельском и Гарвардском университетах. Она находилась в Геологической службе США до 1955 г. на основе фактически отработанного времени. В 1925 году она начала изучать горные породы горного региона Стиссинг. Это исследование занимало её внимание до конца её карьеры. Из-за надвига изучение вызывало необычные трудности. После поиска за границей новых способов точного исследования региона она остановилась на методах Бруно Сандера (из Инсбрукского университета), с помощью которых исследовалась тонкая структура породы — направления трещин и оптические свойства. Она перевела его работу и использовала в течение следующих 40 лет для своих исследований,овладевая этой новой техникой. Этот метод петрографии был новым для геологии США. Её книга «Структурная петрография» 1938 года, посвящённая этой теме, принесла ей широкую популярность. Элеонора Нопф была одной из нескольких американских женщин-геологов, которые в течение XX века работали в Аппалачах. Хотя Нопф была преимущественно петрологом, она сделала проницательные наблюдения по неравномерности эрозии в водосборных бассейнах и, следовательно, выживаемости палеоформ в ландшафте. Хотя эти наблюдения противоречили одному из главных принципов геоморфологии того времени, Нопф имала в виду, что остаточные формы рельефа всё ещё должны сохраняться в течение длительного периода из-за неравномерной эрозии. В результате исследований её выводы относительно деформации и визуальных эффектов скальных образований привели к созданию нового отдела геологических исследований. В 1951 году она присоединилась к геологическому факультету Стэнфордского университета как научный сотрудник.
Она продолжала заниматься изучением горных пород Стиссинга до выхода на пенсию в 1955 году, но также совершила несколько экспедиций в Скалистые горы.

## Последующие годы
После выхода на пенсию Элеонора Нопф вместе со своим мужем (Адольфом Нопфом) переехала к Скалистым горам, чтобы помогать ему в исследованиях. После смерти мужа в 1966 году она посвятила себя завершению его работы, касавшейся батолита Боулдер, но у неё возникли проблемы со здоровьем. Нопф умерла в 1974 году от артериосклероза в Менло-Парк, штат Калифорния, в возрасте 90 лет.